# Мактажан
Мактажа́н (каз. Мақтажан) — село у складі Мактааральського району Туркестанської області Казахстану. Входить до складу Іржарського сільського округу.
У радянські часи село називалось Махтажан.
Населення — 1937 осіб (2021; 1641 у 2009, 1253 у 1999, 966 у 1989).